# Distrikt Ocongate
Der Distrikt Ocongate liegt in der Provinz Quispicanchi der Region Cusco in Südzentral-Peru. Der Distrikt wurde am 2. Januar 1857 gegründet. Er besitzt eine Fläche von 948 km². Beim Zensus 2017 lebten 17.466 Einwohner im Distrikt. Im Jahr 1993 lag die Einwohnerzahl bei 11.111, im Jahr 2007 bei 13.578. Die Distriktverwaltung befindet sich in der 3540 m hoch gelegenen Kleinstadt Ocongate mit 2386 Einwohnern (Stand 2017). Ocongate liegt 26 km ostnordöstlich der Provinzhauptstadt Urcos.

## Geographische Lage
Der Distrikt Ocongate befindet sich im zentralen Westen der Provinz Quispicanchi. Der Distrikt erstreckt sich über das Quellgebiet des Río Mapacho (Oberlauf des Río Paucartambo / Río Yavero), der das Areal nach Nordwesten hin entwässert. Der Distrikt wird im Nordosten, im Osten sowie im Südosten von den Gebirgszügen der teils vergletscherten Cordillera Vilcanota eingerahmt. Im Nordosten befinden sich die Gipfel Jolljepunco (5522 m) und Cinajara (5471 m). Im Südosten erhebt sich der Ausangate, mit 6384 m höchste Erhebung des Gebirgsmassivs. Im Osten des Distrikts überqueren zwei Passstraßen einen Höhenkamm und verbinden den Distrikt mit dem Quellgebiet des Río Araza. Im Distrikt gibt es den Gletscherrandsee Laguna Sigrenacocha.
Der Distrikt Ocongate grenzt im Westen an die Distrikte Cusipata, Quiquijana und Ccatca, im Norden an den Distrikt Ccarhuayo, im Nordosten an den Distrikt Kosñipata (Provinz Paucartambo), im Osten an den Distrikt Marcapata sowie im Süden an den Distrikt Pitumarca (Provinz Canchis).

## Ortschaften
Neben dem Hauptort gibt es folgende größere Ortschaften im Distrikt:
- Accocunca (232 Einwohner)
- Alianza (370 Einwohner)
- Ccolca (414 Einwohner)
- Chacachimpa (547 Einwohner)
- Checaspampa (231 Einwohner)
- Chinpayanama (296 Einwohner)
- Hueccouno (398 Einwohner)
- Lauramarca (422 Einwohner)
- Llullucha (350 Einwohner)
- Mahuayani (276 Einwohner)
- Mallma (211 Einwohner)
- Palccapampa (208 Einwohner)
- Pinchimuro (283 Einwohner)
- Tinke (1783 Einwohner)
- Yanama (239 Einwohner)